# Macquartia viridana
Macquartia viridana là một loài ruồi trong họ Tachinidae.